# 冲击深度

## 牛顿对冲击深度的近似
牛顿对抛体运动中冲击深度的近似仅仅基于对动量因素的考量。并没有说明动能的转化情况和抛体静止后动量的变化。
基本方法很简单：撞击物携带着一定的动量，为了使撞击物停止，动量必须转移到另一个物体。因为撞击物的速率太快以至于目标物的内聚力可以忽略，动量可以直接传递到撞击物前的物体，这个物体可以被推到与撞击物相同的速度。
冲击深度/撞击物长度=撞击物密度/被撞击物体密度
简而言之，被撞击物体内部的单元在弹性碰撞条件下总是前一个不动后一个以原速度飞出，则冲击深度等于一个单元的长度；原速度等于撞击物速度，则动量守恒下对于质量部分的守恒，用长度（体积）弥补密度。